# توپوگرافی روم باستان

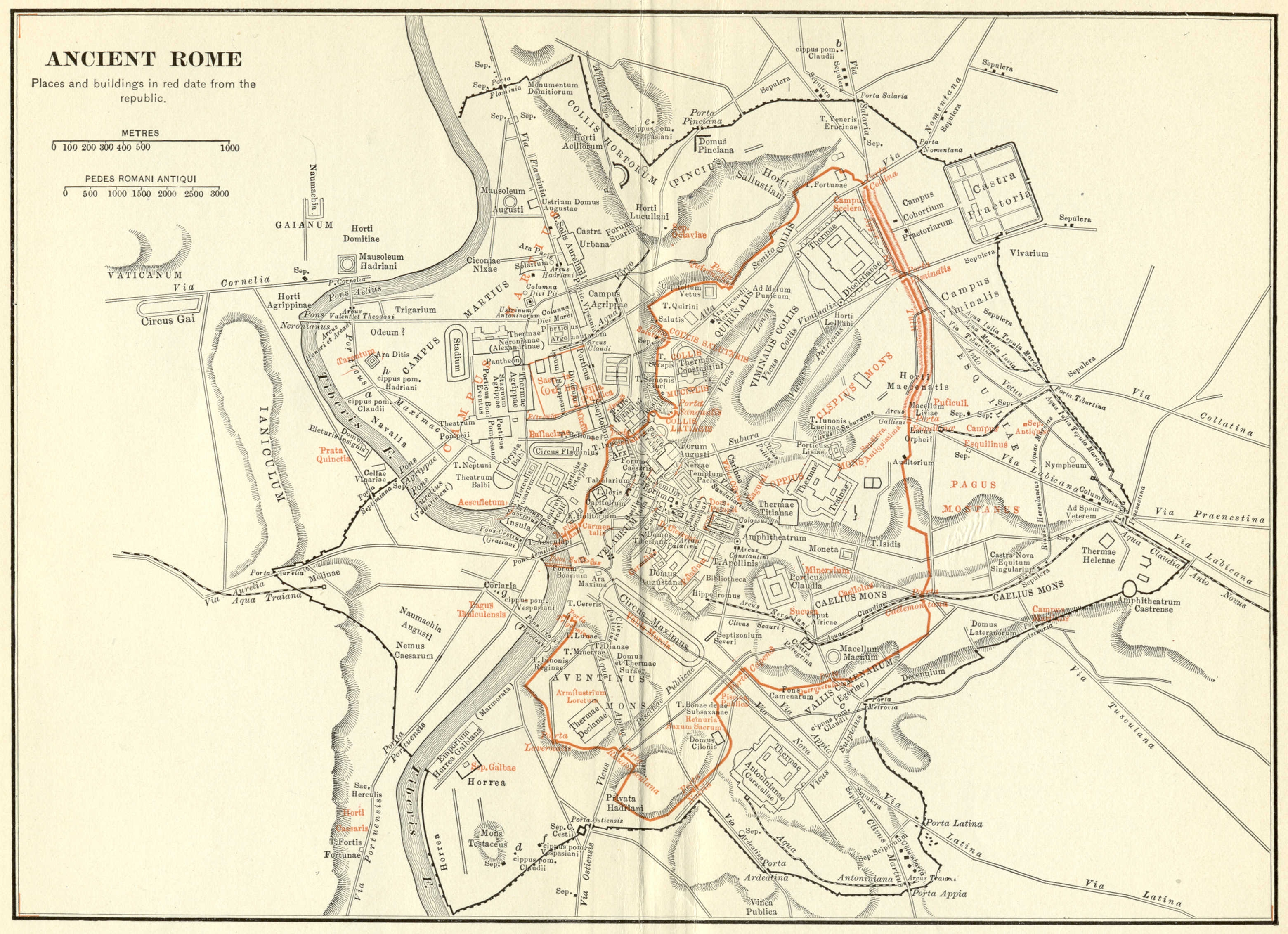
نقشه پلاتنر از رم برای توپوگرافی و بناهای تاریخی روم باستان (۱۹۱۱).

توپوگرافی روم باستان (انگلیسی: Topography of ancient Rome) شرح محیط انسان‌ساخت شهر روم باستان است. این یک رشته مطالعاتی چند رشته‌ای است که از باستان‌شناسی کلاسیک، سنگ‌نوشته، نقشه‌نگاری و مطالعات کلاسیک استفاده می‌کند. واژه «توپوگرافی» در اینجا معنای قدیمی‌تر خود را از توصیف یک مکان دارد، که اکنون اغلب به عنوان تاریخ محلی در نظر گرفته می‌شود، به جای معنای مدرن معمول آن، مطالعه شکل‌های زمین یا عارضه‌نگاری است.